# Daiquirí
El daiquirí o daiquiri es un cóctel hecho con ron blanco, jugo de limón o de lima y azúcar. Tradicionalmente, no incluye decoración, o en todo caso un gajo de limón verde. Aunque su origen consensuado se atribuye a la ciudad de Santiago de Cuba, ciertamente el Daiquirí fue popularizado en el bar Floridita de La Habana, apodado «la cuna del Daiquirí».

## Etimología
Aunque ambas pronunciaciones son válidas, etimológicamente «daiquirí» es una palabra aguda, pues proviene de la Playa Daiquirí, en la provincia de Santiago, en Cuba. «Daiquiri» como palabra llana se escucha más frecuentemente en España y el Cono Sur, posiblemente por interferencia del inglés.

## Historia
Existen dos teorías principales sobre la autoría del cóctel. Una de ellas lo atribuye a Constantino Ribalaigua, cantinero del Floridita, en La Habana; la otra, a Jennings Cox, un ingeniero ubicado en las minas de la montaña santiaguera.

### Origen santiaguero
En su versión más antigua este cóctel se prepara con ron blanco y zumo de limón, pero hoy en día su gran difusión ha hecho que se puedan encontrar distintos tipos de este combinado. El Daiquiri tiene sus orígenes en Santiago de Cuba, por lo que suele ser preparado con ron cubano. En las inmediaciones de Santiago de Cuba existía una mina de hierro donde trabajaba un ingeniero estadounidense llamado Jennings Cox, conocido por ser el padre del cóctel Daiquiri, ya que una vez que se acababa la ginebra, el ron era la bebida que se encontraba con facilidad en la zona. Cuando un día el ingeniero Cox recibió visitas de su país no encontró ginebra y entonces utilizó ron, añadiéndole un poco de zumo de limón de la zona y un poco de azúcar, para que la bebida no fuera tan fuerte, creando así un sour de ron.
En principio este cóctel no tenía un nombre propio. Fue un ingeniero italiano, Giacomo Pagliuchi, colega de Cox, quien lo bautizó con el nombre de “daiquiri”, en honor a las minas donde trabajaba su amigo.

### Popularización
Ellos mismos lo trasladaron al bar del desaparecido hotel Venus, conocido como bar Americano, y allí lo comentaron al cantinero, quien inmediatamente comenzó a preparar Daiquiri para los presentes. El cóctel se hizo popular en Santiago de Cuba y de allí Emilio González lo trasladó a La Habana, cantinero de origen español que trabajaba en el hotel Plaza. Este lo popularizó en La Habana y a su vez se lo dio a conocer a su amigo Constantino Ribalaigua (Constance), para entonces propietario del Floridita. Este se entusiasmó y comenzó a trasformar el cóctel creando varias combinaciones hasta que finalmente se obtiene el Daiquirí Frappé. 
Esta bebida obtendría la fama algunos años después, en 1909, cuando el almirante Lucius W. Johnson, quien había probado la bebida en Cuba, la llevó al Club del Ejército y de la Marina en la ciudad de Washington.
El escritor estadounidense Ernest Hemingway hace mención del cóctel daiquirí en alguna de sus novelas, donde dice que era asiduo del bar llamado La Floridita, que abrió en 1817 con el nombre de La Piña de Plata, donde mojaba sus letras con este colorido cóctel.

## Variantes
- Daiquirí Papá o Papá Doble es el cóctel que Hemingway pedía en el Floridita, que es básicamente un Daiquirí doble.[5]